# Asijské zimní hry 1986
Asijské zimní hry 1986 byly první v pořadí a uskutečnily se od 1. do 8. března 1986 v Sapporu na ostrově Hokkaidó v Japonsku. S návrhem uspořádat první ročník nové soutěže přišel Japonský olympijský výbor v roce 1982. Vzhledem k japonským zkušenostem a infrastruktuře vybudované pro potřeby Zimních olympijských her 1972 se Asijský olympijský výbor na svém zasedání v Soulu v roce 1984 rozhodl pořádání těchto her Japonsku.

## Sporty
Sportovci soutěžili v 35 disciplínách sedmi sportů a jedné disciplíně ukázkového sportu.
| Sport           | Disciplíny |
| --------------- | ---------- |
| Alpské lyžování | 4          |
| Běh na lyžích   | 6          |
| Biatlon         | 3          |
| Krasobruslení   | 4          |
| Lední hokej     | 1          |
| Rychlobruslení  | 9          |
| Short track     | 8          |
| Skoky na lyžích | 1          |

## Země a medaile
Her se zúčastnilo 293 sportovců ze sedmi zemí.
| Země          | Sportovci | Zlato | Stříbro | Bronz | Medaile |
| ------------- | --------- | ----- | ------- | ----- | ------- |
| Čína          | 63        | 4     | 5       | 12    | 21      |
| Hongkong      | 4         | 0     | 0       | 0     | 0       |
| Indie         | 14        | 0     | 0       | 0     | 0       |
| Japonsko      | 92        | 29    | 23      | 6     | 58      |
| Jižní Korea   | 65        | 1     | 5       | 12    | 18      |
| Mongolsko     | 4         | 0     | 0       | 0     | 0       |
| Severní Korea | 51        | 1     | 2       | 5     | 8       |